# Milje (Šenčur, Slovenija)
Milje je naselje u slovenskoj Općini Šenčuru. Milje se nalazi u pokrajini Gorenjskoj i statističkoj regiji Središnja Slovenija. 

## Stanovništvo
Prema popisu stanovništva iz 2002. godine naselje je imalo 293 stanovnika.